# السوائل (السبرة)

تعديل مصدري - تعديل

السوائل هي إحدى قرى عزلة الأزهور بمديرية السبرة التابعة لمحافظة إب، بلغ تعداد سكانها 74 نسمة حسب تعداد اليمن لعام 2004.